# Ильинско-Засодимская церковь
Храм во имя Ильи Пророка (Ильинско-Засодимская церковь) — православный храм, находящийся в селе Ильинский Погост в 3 километрах севернее города Кадников Сокольского района Вологодской область и принадлежит к Вологодской и Кирилловской епархии Русской православной церкви.

## История
Ильинско-Засодимская церковь была построена в 1776 году в селе Ильинский Погост Кадниковского уезда Вологодской губернии. Двухэтажный каменный храм сооружён в духе традиционного зодчества. Верхний храм увенчан пятиглавием. В конце XVIII — начале XIX века была построена колокольня в стиле барокко.
Храм был закрыт в 1938 году, после того, как в ходе Большого террора арестовали и 26 ноября 1937 года расстреляли его настоятеля, о. Иоанна Сенина. В церкви разместился архив. Тем не менее, внутреннее убранство храма сохранилось. В 1945 году Ильинско-Засодимская церковь была вновь открыта. 30 августа 1960 года церковь поставлена под государственную охрану как объект культурного наследия союзного значения. В 1965 году шпиль колокольни сгорел от удара молнии, и его заменили небольшим куполом. Ежегодно 2 августа отмечается день освящения главного престола храма.
Церковь имеет три придела: главный (верхний) храм освящён во имя пророка Илии, нижний тёплый храм освящён в честь Иоанна Богослова. Северный придел, устроенный в апсиде верхнего храма, освящён во имя Фрола и Лавра. В церкви сохранился золочёный иконостас в стиле рококо.